# Камбаров, Исак
Исак Камбаров — советский хозяйственный, государственный и политический деятель, Герой Социалистического Труда.

## Биография
Родился в 1917 году в Кувинском районе. Член КПСС с 1949 года.
С 1932 года — на хозяйственной, общественной и политической работе. В 1932—1983 гг. — колхозник колхоза «Янги хаёт» Кувинского района, участник строительства Большого Ферганского канала, бухгалтер колхоза «Коммунизм», участник Великой Отечественной войны, бухгалтер колхоза «Коммунизм», бригадир колхоза «Коммунизм» Кувинского района Ферганской области.
Указом Президиума Верховного Совета СССР от 25 декабря 1976 года присвоено звание Героя Социалистического Труда с вручением ордена Ленина и золотой медали «Серп и Молот».
Умер до 1985 года.